# MCT Corp
MCT Corp var en USA-baserad teleoperatör, som i juli 2007 blev en del av Telia Sonera. Företaget var majoritetsägare i de centralasiatiska teleoperatörerna Coscom (96.18%) och Indigo (60%). Man ägde även 12.5% av afghanska Roshan. Numera har dessa innehav övertagits av Telia Sonera.